# بنجامين مالدونادو
بنجامين مالدونادو (بالإسبانية: Benjamín Maldonado)‏ (4 يناير 1928 ببوليفيا - ) هو مدرب كرة قدم ولاعب كرة قدم بوليفي في مركز الهجوم، شارك في كأس العالم 1950 وكأس أمريكا الجنوبية 1949 وكأس أمريكا الجنوبية 1947. وشارك مع منتخب بوليفيا لكرة القدم. أما مع النوادي، فقد لعب مع نادي ديبورتيفو سان خوسي.

## وصلات خارجية
- بنجامين مالدونادو على موقع الاتحاد الدولي (مؤرشف)  (الإنجليزية)
- بنجامين مالدونادو على موقع قاعدة بيانات كرة القدم.إي يو (الإنجليزية)
- بنجامين مالدونادو على موقع ناشيونال فوتبول تيمز (الإنجليزية)
- بنجامين مالدونادو على موقع Soccerway.com (الإنجليزية)
- بنجامين مالدونادو على موقع عالم كرة القدم.نت (الإنجليزية)